# Kașpero-Mîkolaiivka, Baștanka
Kașpero-Mîkolaiivka (în ucraineană Кашперо-Миколаївка) este localitatea de reședință a comunei Kașpero-Mîkolaiivka din raionul Baștanka, regiunea Mîkolaiiv, Ucraina.

## Demografie
Componența lingvistică a localității Kașpero-Mîkolaiivka
     Ucraineană (95,01%)
     Rusă (3,45%)
     Alte limbi (0,77%)
Conform recensământului din 2001, majoritatea populației localității Kașpero-Mîkolaiivka era vorbitoare de ucraineană (95,01%), existând în minoritate și vorbitori de rusă (3,45%).